# تل برنا
تل برنا (انگلیسی: Tell Berna؛ ۲۴ ژوئیه ۱۸۹۱ – ۵ آوریل ۱۹۷۵) دونده اهل ایالات متحده آمریکا بود.
وی در مسابقات کشوری و بین‌المللی در مجموع برندهٔ ۱ مدال طلا شده‌است.